# LATAM Brasil

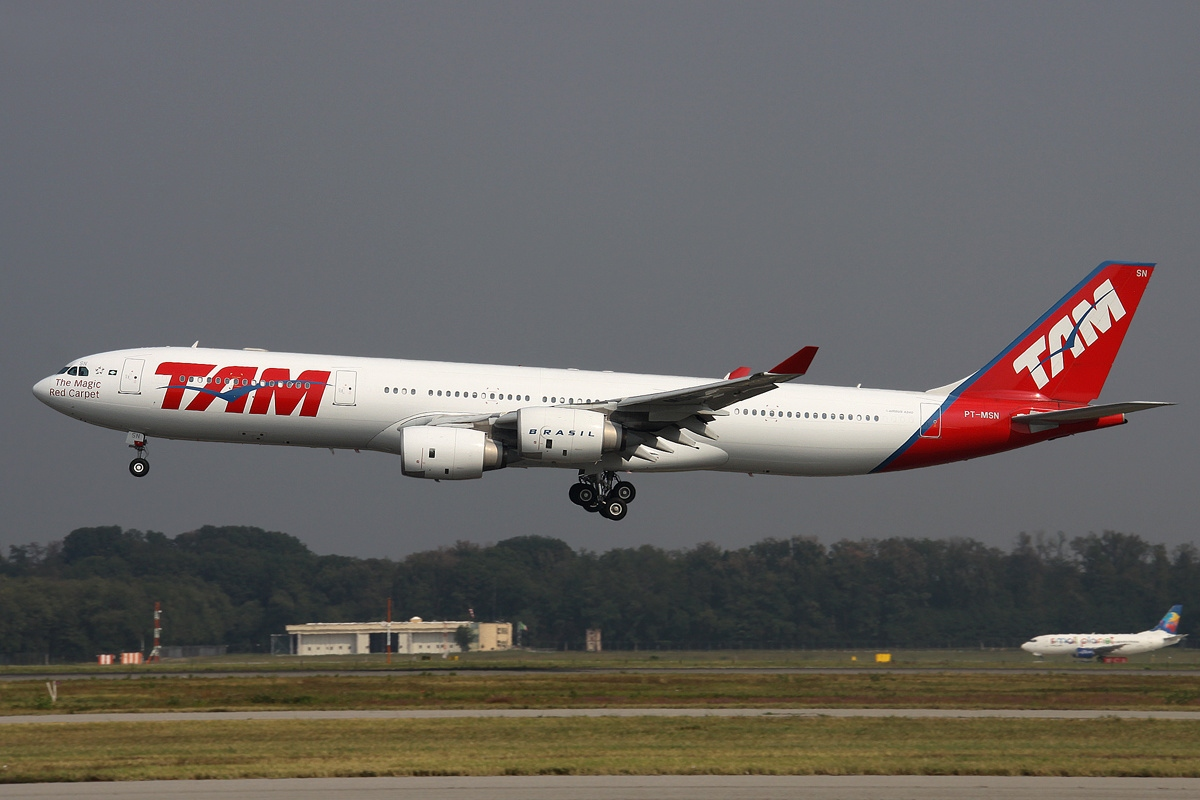
Airbus A340 TAM Linhas Aéreas

LATAM Airlines Brasil (wcześniej TAM Linhas Aéreas, Transporte Aéreo Marília) – brazylijska marka grupy linii lotniczych LATAM, powstałej z połączenia linii lotniczych TAM i LAN Airlines. Proces fuzji zakończono 22 czerwca 2012. Przed fuzją były to największe linie lotnicze w Brazylii, z siedzibą w São Paulo. Linie obsługują loty zarówno wewnątrz Brazylii, do bliskich państw amerykańskich, oraz do Europy.
31 marca 2014 linia lotnicza opuściła Star Alliance i wstąpiła do sojuszu Oneworld. Opuściła go po sześciu latach, 1 maja 2020.

## Historia
TAM zostało założone 21 lutego 1961 przez 5 byłych pilotów powietrznych taksówek. Na początku przedsiębiorstwo nazywało się Transportes Aéreos Marília, S.A., gdyż piloci pochodzili z miasta Marília. Wówczas w tym mieście mieściła się także siedziba przedsiębiorstwa. Na początku istnienia linie posiadały 4 samoloty Cessna 180, oraz jeden Cessna 170, którymi latano zarówno z pasażerami, jak i z towarem w stanach Paraná, São Paulo, i Mato Grosso.
W 1964 Orlando Ometto właściciel kilku gospodarstw rolnych, nabył 50% przedsiębiorstwa z zamiarem użycia jednostek lotniczych oraz pilotów linii do rozwoju swych gospodarstw w centralnej Brazylii. Posiadając nowe fundusze, TAM postanowiło kupić nową flotę. Piątka pilotów-założycieli odeszła z firmy, a Ometto nabywając ich udziały stał się całkowitym właścicielem.
W 1966 linie nabyły swoje pierwsze samoloty dwusilnikowe, m.in. Piper Aztec, Piper Navajo, Rockwell Grand Commander. W tym czasie przeniesiono również siedzibę przedsiębiorstwa z Marílii do São Paulo.

### Rolim Amaro
W 1971 TAM zamiast przynosić zyski, generował straty. Ometto szukając kogoś, kto mógłby uratować TAM znalazł Rolima Amaro, byłego pilota tych linii, który po odejściu założył własną korporację taksówek powietrznych. Amaro zaproponował, że zlikwiduje swoją firmę i wykupi część TAM. Jednak Amaro nawet po likwidacji przedsiębiorstwa, nie miał wystarczającej kwoty aby wykupić 50% udziałów w firmie. Zaproponował, że jeśli w ciągu roku TAM zacznie ponownie przynosić zyski, to otrzyma tę część połowy kapitału przedsiębiorstwa, której nie udało mu się wykupić, tak aby miał 50%. Gdyby mu się jednak nie udało, nie otrzyma nic. W kwietniu 1972 Ometto i Amaro podpisali umowę która dawała Amaro kontrolę nad przedsiębiorstwem.
Pod koniec roku Amaro sprzedał wszystkie samoloty linii TAM. Osobiście udał się do firmy Cessna w Wichita (w stanie Kansas w USA). Po dwóch miesiącach negocjacji, wrócił do Brazylii z dziesięcioma samolotami Cessna 402. Rolimowi Amaro udało się wypełnić umowę (TAM zaczęło generować zyski), a więc otrzymał resztę udziałów potrzebną do posiadania 50% przedsiębiorstwa.
W 1974 do floty linii dołączyły dwa samoloty Learjet. W zamian za jeden z odrzutowców, 33% akcji spółki otrzymał Tião Maia. Podział przedsiębiorstwa pomiędzy trzy osoby istniał około roku, w 1975 Maia sprzedał swoje udziały Ometto. Wyraźnie pogorszyło to stosunki pomiędzy pozostałymi właścicielami. Rolim Amaro chciał nabyć udziału Ometto. Po 9 miesiącach negocjacji, Amaro zobowiązał się zapłacić 2 miliony dolarów, jednak nie od razu.
Pomimo sprzedaży części floty, w tym jednego z odrzutowców, Amaro ciągle nie był w stanie zapłacić Ometto. Postanowił anulować ubezpieczenie na samoloty, w celu zmniejszenia kosztów. Dzień po ponownym nabyciu ubezpieczenia, 24 września 1977, samolot Learjet rozbił się podczas podchodzenia do lądowania na lotnisku Santos Dumont w Rio de Janeiro. Nie ucierpiała żadna osoba, jednak samolot został kompletnie zniszczony. Mimo wszystko Amaro udało się sfinalizować kupno TAM.

### TAM Regional Airlines
W 1976 TAM utworzyło joint venture z VASP (wówczas państwowe linie lotnicze) aby stworzyć regionalne trasy w stanach São Paulo i Mato Grosso. Piloci firmy, nazwanej TAM Regional Airlines, latali samolotami Embraer EMB 110 Bandeirante. Samoloty te nie były jednak odpowiednio dobrane do połączeń obsługiwanych przez firmę, gdyż nawet przy pełnym załadowaniu samolotu, koszty się nie zwracały, a rząd musiał dokładać pieniądze aby linie nie upadły.
Następnie TAM nabyły trzy używane samoloty Fokker F27, które zostały odnowione przez producenta w Holandii. Aby otrzymać zgodę na import, TAM musiały podpisać umowę obligującą linie do utrzymywania 3 samolotów Bandeirante, za każdego Fokkera F27, oraz do usunięcia pięciu siedzeń z każdego Fokkera F27, zmniejszając liczbę siedzeń do 40. W 1981 linie nabyły czwarty samolot tego typu od Air New Zealand. W końcu, do 1983 firma posiadała dziesięć takich samolotów.
Do 1981 linie przetransportowały łącznie milion pasażerów. Do 1984 liczba ta wzrosła do dwóch milionów.

### TAM – Transportes Aéreos Meridionais
W sierpniu 1986 spółka wypuściła akcje. W tym roku linie nabyły również konkurencyjne linie VOTEC, uzyskując tym samym dostęp do północnej i środkowej Brazylii. Dawnym przedsiębiorstwem VOTEC TAM zarządzało na początku wraz z Brazil Central, jednak później porzucono tę ideę. Nastąpiła także zmiana nazwy na TAM – Transportes Aéreos Meridionais.
W 1988 liczba obsłużonych pasażerów wynosiła trzy miliony.
Pomimo że linie lotnicze dobrze radziły sobie na brazylijskim rynku, to istniało zagrożenie ze strony konkurencji. Linie takie jak Varig czy VASP posiadały w swojej flocie m.in. Boeingi 737. Amaro zamierzał nabyć VASP które miało wkrótce zostać sprywatyzowane, jednak nie udało mu się to.
15 września 1989 TAM planowało nabyć dwa odrzutowce Fokker 100, które pierwotnie zostały zamówione przez, bankrutujące wówczas, linie Pan Am. TAM nie kupiło ich bezpośrednio – nabyła je firma Guinness Peat Aviation, która następnie wynajmowała samoloty liniom TAM. W 1991 doszły jeszcze dwa takie samoloty. Do 1993 linie lotnicze korzystały z 14 takich maszyn, obsługując 56 miast w Brazylii.

### TAM Mercosur
W 1994 właściciel TAM, Rolim Amaro, utworzył w Paragwaju linie lotnicze o nazwie ARPA. 1 września 1996 Amaro nabył 80% udziałów w Lapsa Air Paraguay, państwowych liniach lotniczych Paragwaju. Połączył je z liniami ARPA, tworząc Transportes Aéreos del Mercosur, które obecnie należą do linii TAM (80%) oraz do paragwajskiego rządu (20%).
W 1996 TAM wykupiło kolejną firmę, Helisul. Rok później linie lotnicze TAM zamówiły swoje pierwsze duże odrzutowce: 45 maszyn Airbusa – 10 A330, 4 A319 oraz 34 A320. Część samolotów dostarczono jeszcze w tym samym roku. W 1997 firma odbyła również pierwszy lot międzynarodowy – z São Paulo do portu lotniczego Miami.
Dwa lata później, w 1999, rozpoczęły się loty do Europy, dzięki code sharingu z Air France. Na początku samoloty TAM latały do portu lotniczego Paryż-Charles de Gaulle. W 2000 linie lotnicze otrzymały dzisiejszą nazwę, TAM Linhas Aéreas. Planowano połączenie się firmy z Varig, jednak w 2004 porzucono ten pomysł. Obecnie przedsiębiorstwem zarządza rodzina Amaro (69%), Bank Garantia Funds (22%) i inni (7%). Przedsiębiorstwo zatrudnia 10 471 osób.

## Połączenia
W 2025 Azul realizował połączenia na trasach krajowych i międzynarodowych do 160 lotnisk w 27 krajach.

## Flota
Według stanu na sierpień 2025 flota LATAM Brasil składała się ze 163 samolotów o średnim wieku 10,8 lat:
| Samolot          | Samolot | Samolot   | Liczba miejsc | Liczba miejsc | Liczba miejsc | Liczba miejsc | Uwagi |
| Model            | Aktywne | Zamówione | B             | P             | E             | Łącznie       | Uwagi |
| ---------------- | ------- | --------- | ------------- | ------------- | ------------- | ------------- | ----- |
| Airbus A319-100  | 18      | –         | –             | –             | 144           | 144           |       |
| Airbus A320-200  | 57      | –         | –             | –             | 180           | 180           |       |
| Airbus A320neo   | 31      | 8         | –             | –             | 180           | 180           |       |
| Airbus A321-200  | 31      | –         | –             | –             | 224           | 224           |       |
| Airbus A321neo   | 15      | 6         | –             | –             | 224           | 224           |       |
| Boeing 777-300ER | 10      | –         | 38            | 50            | 322           | 410           |       |
| Boeing 787-9     | 1       | –         | 30            | 57            | 216           | 303           |       |
| Łącznie          | 163     | 14        |               |               |               |               |       |

## Wypadki i incydenty
- 8 lutego 1979 samolot Bandeirante rozbił się niedaleko miasta Agudos, zginęło wszystkie 18 osób na pokładzie. Był to pierwszy wypadek samolotu linii TAM, w którym ktoś zginął.
- 4 lipca 1984 samolot Bandeirante rozbił się lądując przy złych warunkach pogodowych, niedaleko Macaé. Zginęło wszystkie 17 osób na pokładzie.
- 12 lutego 1990 Fokker F27 wskutek nieudanego lądowania uderzył w domy i samochód stojące niedaleko lotniska w Bauru. Zginęły dwie osoby z samochodu.
- 31 października 1996 samolot lotu 402 rozbił się zaraz po starcie z portu lotniczego São Paulo-Congonhas uderzając w apartamentowiec oraz kilka innych domów. Zginęli wszyscy na pokładzie (90 pasażerów oraz 6 osób z załogi) i 3 osoby na ziemi. Przyczyną wypadku była awaria silnika na prawym skrzydle.
- 9 lipca 1997 zdetonowano bombę w tylnej części pasażerskiej samolotu Fokker 100. Na skutek dekompresji jeden z pasażerów został wyssany z samolotu. Mimo dziury w maszynie, pilotowi udało się bezpiecznie wylądować.
- 18 września 2001 prawy silnik Fokkera 100 uległ awarii w trakcie lotu nad Belo Horizonte. Do wnętrza samolotu dostały się odłamki, powodując spadek ciśnienia. Zginął jeden z pasażerów.
- 30 sierpnia 2002 Fokker 100 lotu 3084 był zmuszony lądować na farmie niedaleko Araçatuby, z powodu braku paliwa spowodowanego błędem wskaźnika. Jedyną ofiarą awaryjnego lądowania była krowa znajdująca się na polu. Żaden z pasażerów nie ucierpiał. Tego samego dnia, inny samolot typu Fokker 100 linii TAM musiał awaryjnie lądować na lotnisku Viracopos-Campinas. Niedługo po tych wydarzeniach, TAM ogłosił, że jak najszybciej zredukuje liczbę samolotów Fokker 100 w swojej flocie, a całkowite ich wycofanie nastąpi w przeciągu trzech lat.
- 8 sierpnia 2006 tylne schodki samolotu Fokker 100 oderwały się od reszty maszyny zaraz po starcie z lotniska Congonhas, spadając na dach supermarketu w São Paulo. W wypadku nikt nie został ranny, jednak samolot ze względów bezpieczeństwa wylądował zaraz po incydencie.

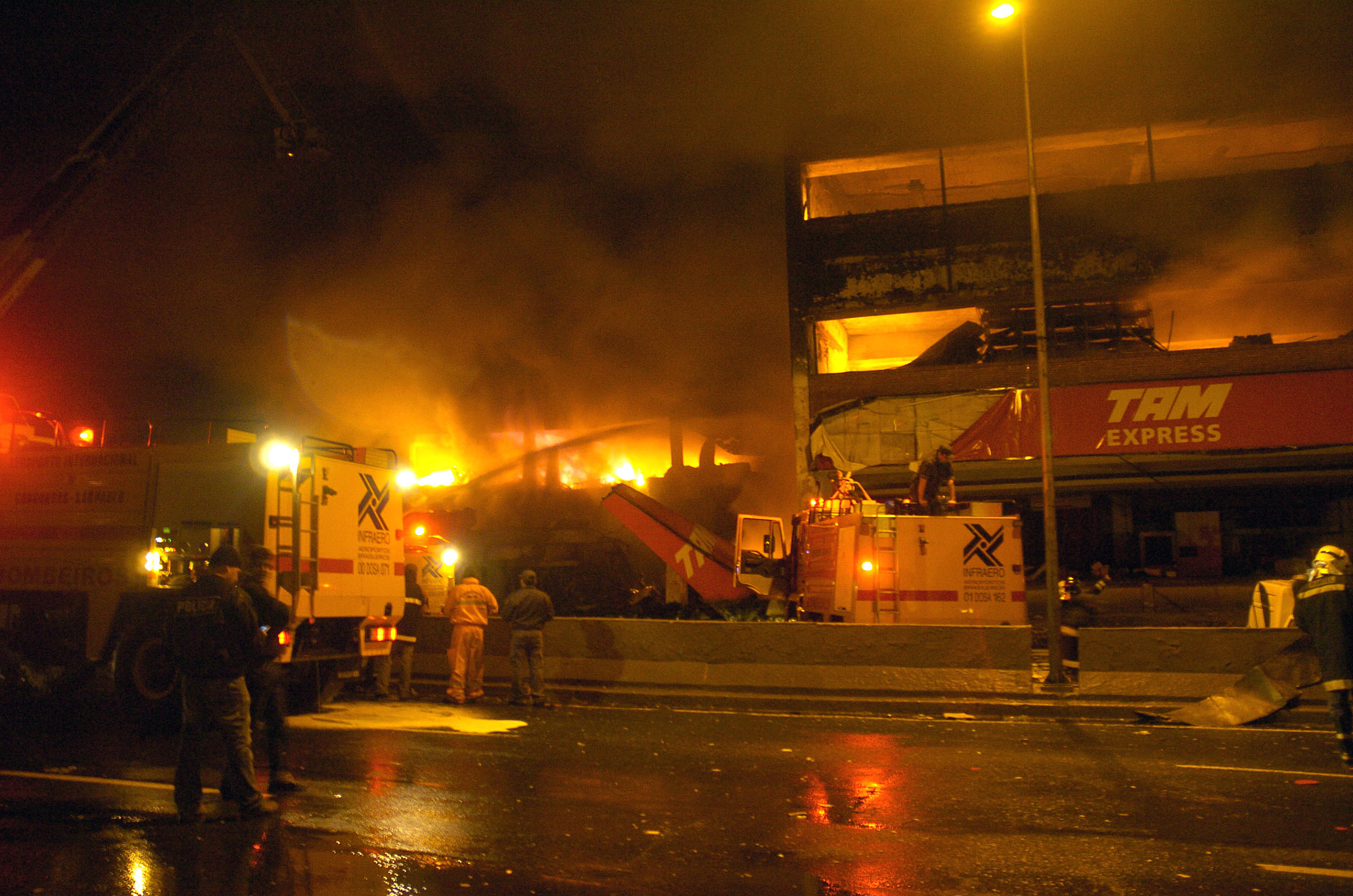
Miejsce katastrofy lotu 3054

- 17 lipca 2007 Airbus A320 lotu 3054 przybywający z Porto Alegre do São Paulo-Congonhas nie wykonał skutecznego dobiegu. Samolot lądował podczas deszczu na jeszcze nieurowkowanej niedawno wymienionej nawierzchni drogi startowej na kierunku 35L, przekraczając po dobiegu nadal z dużą prędkością ponad graniczącą z polem wzlotów niżej położoną arterią Avenida Washington Luis, uderzając w biurowiec/magazyn TAM Express opodal stacji benzynowej, eksplodując i wszczynając pożar. Zginęły na miejscu wszystkie osoby na pokładzie – 181 pasażerów, w tym 19 pracowników TAM-u, i 6 członków załogi, oraz 12 osób na ziemi. Samolot operował z planowo wyłączonym (z powodu awarii kilka dni wcześniej) odwracaczem ciągu przy prawym silniku – a jego trajektoria w trakcie zbaczania z i przekraczania limitu drogi startowej wykazuje drift w lewo.